# Calcâneo
Em anatomia, chama-se calcâneo ao osso que forma o calcanhar nos mamíferos bípedes (e apenas no bovino, como mamífero quadrúpede).
Esse osso é um osso curto 
(apresenta comprimento, largura e a espessura mais ou menos homogêneos;
sua forma é similar à de um cubo) e está 
localizado no tarso, pertencendo ao esqueleto
apendicular.

## Imagens adicionais

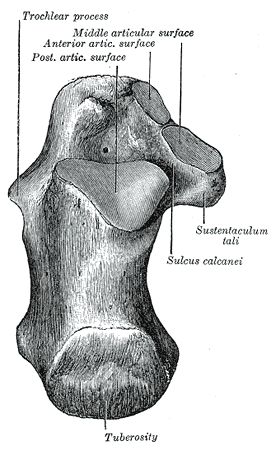
Calcâneo esquerdo, superfície superior
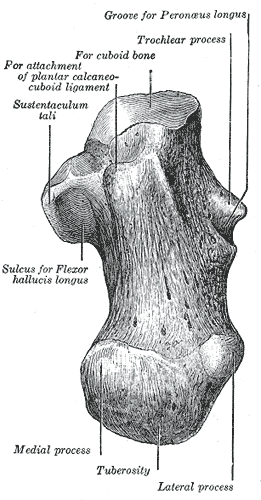
Calcâneo esquerdo, superfície inferior
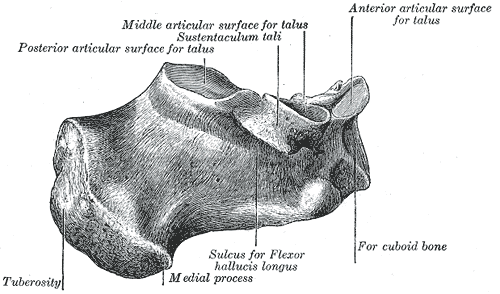
Calcâneo esquerdo, superfície medial
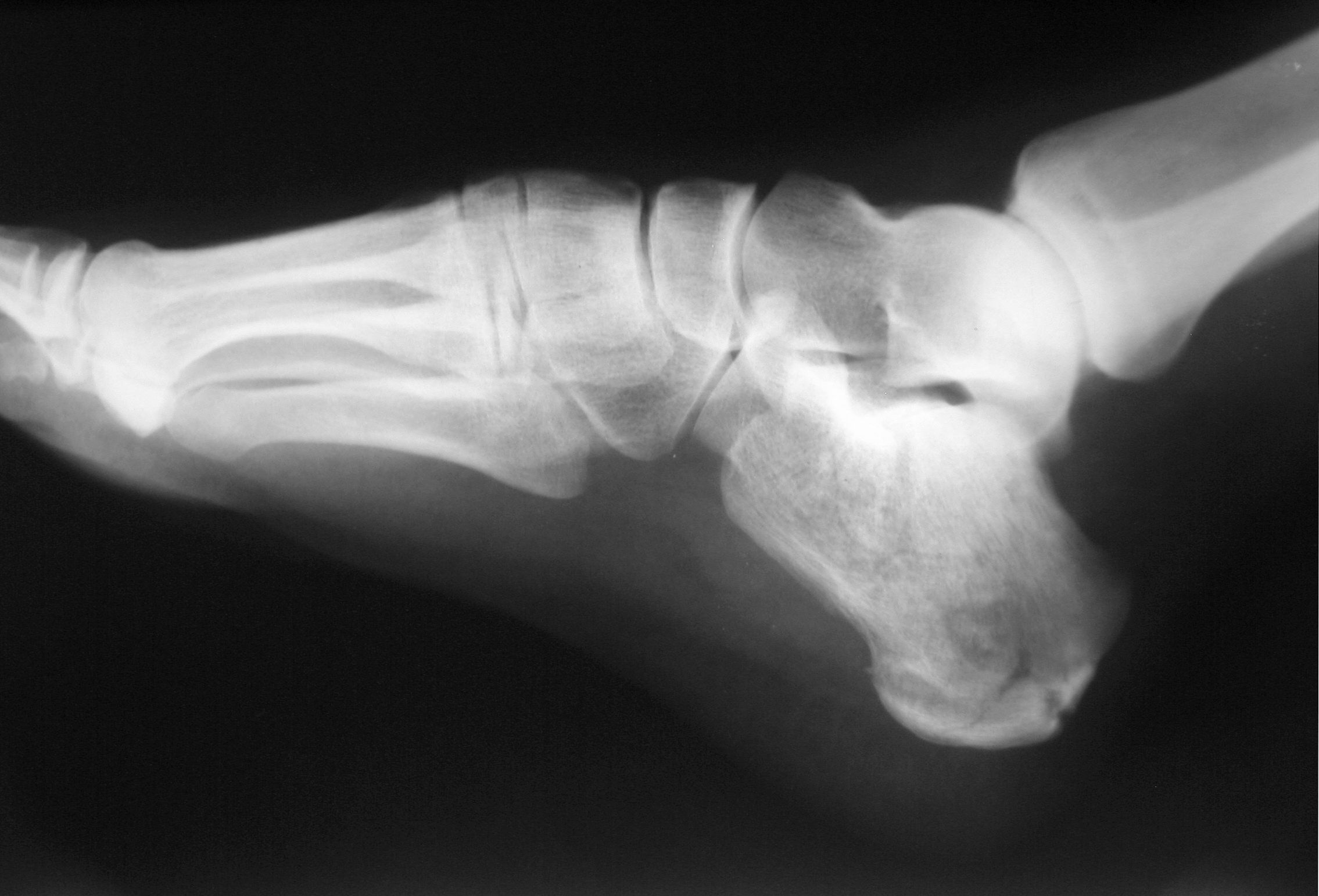
Raio-X de uma fratura de calcâneo